# Campionati mondiali open di judo 2008
I Campionati mondiali open di judo 2008 si sono svolti a Levallois-Perret, in Francia, dal 20 al 21 dicembre 2008.

## Medagliere
| Posiz. | Nazione  | Oro | Argento | Bronzo | Totale |
| ------ | -------- | --- | ------- | ------ | ------ |
| 1      | Francia  | 1   | 0       | 1      | 2      |
| 2      | Cina     | 1   | 0       | 0      | 1      |
| 3      | Russia   | 0   | 2       | 0      | 2      |
| 4      | Giappone | 0   | 0       | 2      | 2      |
| 5      | Polonia  | 0   | 0       | 1      | 1      |
| Totale | Totale   | 2   | 2       | 4      | 8      |

## Risultati

### Uomini
| Evento         | Oro         | Argento              | Bronzo                           |
| Categoria open | Teddy Riner | Aleksandr Mikhailine | Grzegorz Eitel Matthieu Bataille |

### Donne
| Evento         | Oro      | Argento           | Bronzo                         |
| Categoria open | Tong Wen | Elena Ivashchenko | Mika Sugimoto Megumi Tachimoto |